# 卒长
卒长太平天国官职，亦是太平军武官，依《天朝田亩制》及《太平军目》规定，下辖四两司马，计125人。
卒长于太平军中为低级别军官，大抵相当于现代军队中的连一级单位。